# Durbe
Durbe (deutsch Durben) ist eine Stadt im Bezirk Dienvidkurzeme im Westen Lettlands.

## Geschichte
Erstmals urkundlich erwähnt wurde die Stadt im Jahre 1230. 1260 besiegte nahe der heutigen Stadt in der Schlacht an der Durbe ein litauisches Heer ein Heer des Deutschen Ordens. Die Herrschaft des Deutschen Ordens über die Gegend (seit 1253) dauerte jedoch fort; seit der ersten Hälfte des 14. Jahrhunderts sicherte der Orden sie durch die Burg Durben. Im 15. Jahrhundert bildete sich um die Burg eine durch Hakelwerk geschützte Ortschaft.
Seit 1561 gehörte Durbe zum Herzogtum Kurland und Semgallen. Es erhielt den Status eines Fleckens und war Sitz eines Beamten mit dem Titel „Hauptmann“. 1651 wurde – als Ersatz für eine erst 1599 gebaute Kirche – eine steinerne Kirche errichtet. Während des Großen Nordischen Krieges wurden 1701 die Burg und ein Großteil des Ortes zerstört. Mit dem Ende des Herzogtums Kurland 1795 fiel Durbe an das Russische Kaiserreich.
Von 1820 bis 1823 ließ Graf Christoph Johann von Medem das aus dem Jahre 1671 stammende Schloss Durben vollständig umbauen. Die Pläne für die Umgestaltung hatte der Architekt Johann Gottfried Adam Berlitz entworfen.
Während des Ersten Weltkrieges wurde Durbe 1915 von deutschen Truppen besetzt. Seit 1918 gehört Durbe zur Republik Lettland. Seit 1929 gab es einen Bahnhof an der Bahnstrecke Jelgava–Liepāja.
Stadtrechte gemäß der russischen Städteordnung wurden Durbe 1893 eingeräumt. Sie wurden 1917 von der deutschen Militärverwaltung und 1938 von der Republik Lettland bestätigt.
2000 bildete die Stadt mit zwei umliegenden Gemeinden den Bezirk Durbe (Durbes novads). 2009 traten zwei weitere Gemeinden bei. 2021 wurden die Gemeinden Teil des damals eingerichteten Bezirks Dienvidkurzeme. Das Verwaltungszentrum des Bezirks Durbe befand sich im Dorf Lieģi. Im Bezirk lebten 3401 Einwohner (Stand 1. Juli 2010).

## Wappen
1925 wurde Durbe das Wappen verliehen. Darauf ist ein silberner Apfelbaum zu sehen, der in lettischer Folklore als eine Quelle für Jugend und Mitgefühl gesehen wird.

## Sehenswürdigkeiten
- Evangelische Kirche, 1651 fertiggestellt, mit einem barocken Altar und einer barocken Kanzel sowie einer Orgel von 1834
- Pietà von Valdis Albergs (1924–1984) als Mahnmal zum Gedenken an die Opfer der Deportationen lettischer Bürger 1941 und 1949 (vor der Kirche)[5]
- Mauerreste der 1701 zerstörten Ordensburg Durben aus dem 14. Jahrhundert
- Stadtmuseum im Haus der Familie von Zigfrīds Anna Meierovics

## Söhne und Töchter der Stadt
- Elisabeth von Grotthuß (1820–1896), deutschbaltische Erzählerin und Dramatikerin
- Atis Kronvalds (1837–1875), Sozialarbeiter, Publizist
- Zigfrīds Anna Meierovics (1887–1925), Politiker